# Gara Mintia
Gara Mintia este o gară care deservește comuna Vețel, județul Hunedoara, România.